# Guillermo Arbulú Galliani
Guillermo Arbulú Galliani, (Trujillo, 1 de marzo de 1921 - Lima, 1998) fue un militar y político peruano. Fue presidente del Comando Conjunto de las Fuerzas Armadas, ministro de Guerra y presidente del Consejo de Ministros (1976-1978), durante el gobierno del general Francisco Morales Bermúdez. Se desempeñó también como embajador del Perú en Chile y España.

## Biografía
Fue hijo de Pedro Elías Arbulú y María Magdalena Galliani. Cursó  su educación secundaria en el Colegio Nacional Nuestra Señora de Guadalupe. Ingresó a la Escuela Militar de Chorrillos de donde egresó con el grado de subteniente del arma de Ingeniería, formando parte de la promoción “Mariscal Domingo Nieto” (1943). 
Realizó estudios en la Escuela Superior de Guerra, en la Academia de Guerra Aérea y el Centro de Altos Estudios Militares (CAEM). Viajó a Estados Unidos para cursar estudios de especialización en la Escuela de Ingeniería de Fort Belvoir, Virginia.
Fue ascendido a General de Brigada en 1971 y a General de División en 1975. Fue Director de la Escuela de Ingeniería Militar, Instructor de la Escuela Superior de Guerra, asesor del Ministerio de Energía y Minas y del Ministerio de Pesquería.
Durante la llamada segunda fase del Gobierno Revolucionario de las Fuerzas Armadas que encabezó el general Francisco Morales Bermúdez (1975-1980), fue presidente del Comando Conjunto de las Fuerzas Armadas (cuando este cargo era independiente de la Comandancia General del Ejército), comandante general del Ejército, ministro de Guerra,  presidente del Consejo de Ministros y posteriormente embajador del Perú en Chile.

## Condecoraciones
- Orden Militar de Ayacucho en el grado de comendador.
- Cruz Peruana al Mérito Aeronáutica y Cruz Peruana al Mérito Naval en el grado de Gran Oficial.
- Condecoración “Jorge Chávez” de la FAP.
- Cruz de Mayo al Mérito Militar en el grado de Gran Oficial, por la República Argentina
- Orden “Cruceiro Do Sul”, en el grado de Gran Cruz, otorgada por la República de Brasil en 1977.

## Publicación
- El Ejército y la Ingeniería Militar en el Siglo XX (1988), en dos tomos, sobre la historia del Ejército y la Ingeniería Militar en el Perú del siglo XX.

| Predecesor: Jorge Fernandez-Maldonado Solari | Ministro de Guerra del Perú 16 de julio de 1976 - 30 de enero de 1978                  | Sucesor: Óscar Molina Pallochia |
| Predecesor: Jorge Fernandez-Maldonado Solari | Presidente del Consejo de Ministros del Perú 16 de julio de 1976 - 30 de enero de 1978 | Sucesor: Óscar Molina Pallochia |